# Kervenheim
Kervenheim is een plaats in de gemeente Kevelaer in de Nederrijnregio in de Duitse deelstaat Noordrijn-Westfalen.

## Geschiedenis
Voordat Kervenheim in 1969 werd opgenomen in de gemeente Kevelaer vormde het met de gemeentes Kervendonk en Winnekendonk het voormalige amt Kervenheim. Sedert 1816 was dit een pruisische bürgemeisterei waarvan de zetel vanaf 1853 in Winnekendonk gevestigd was. Uit historische documenten blijkt dat de plaats in 1322 stadsrechten verkreeg, die het echter in de napoleontische tijd weer verloor.
De plaats werd in 1270 voor het eerst genoemd in een oorkonde en behoorde lang tot het hertogdom Kleef. Aan de zuidelijke rand van dit hertogdom gelegen werd de plaats gedomineerd door huis Kervenheim. Op oude prenten staat dit huis afgebeeld als kasteel met vier ronde torens op de hoeken. Van deze burcht bleef alleen de noordvleugel behouden, die nu dient als evangelische kerk.

## Afbeeldingen

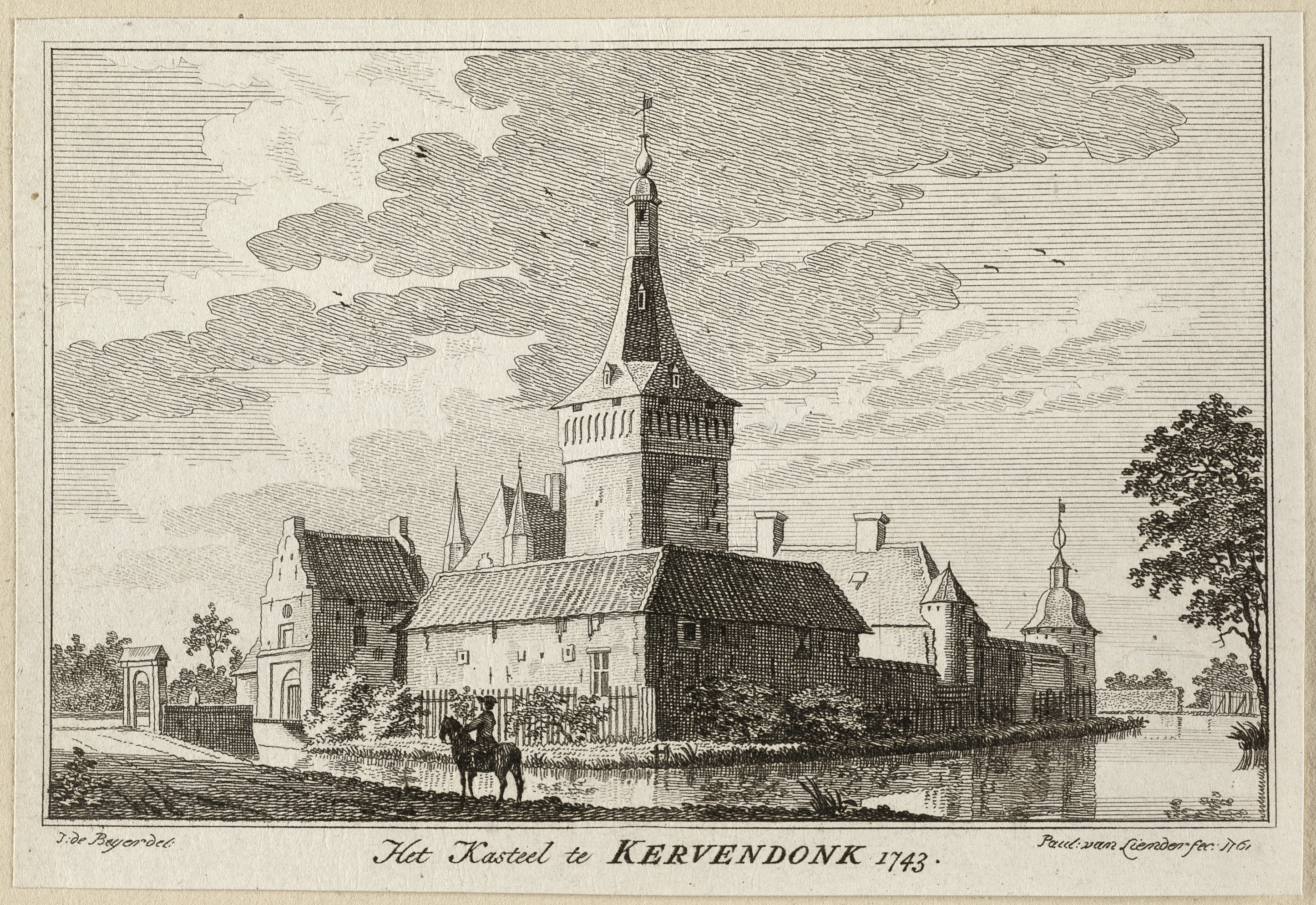
Kasteel Kervendonk in 1743
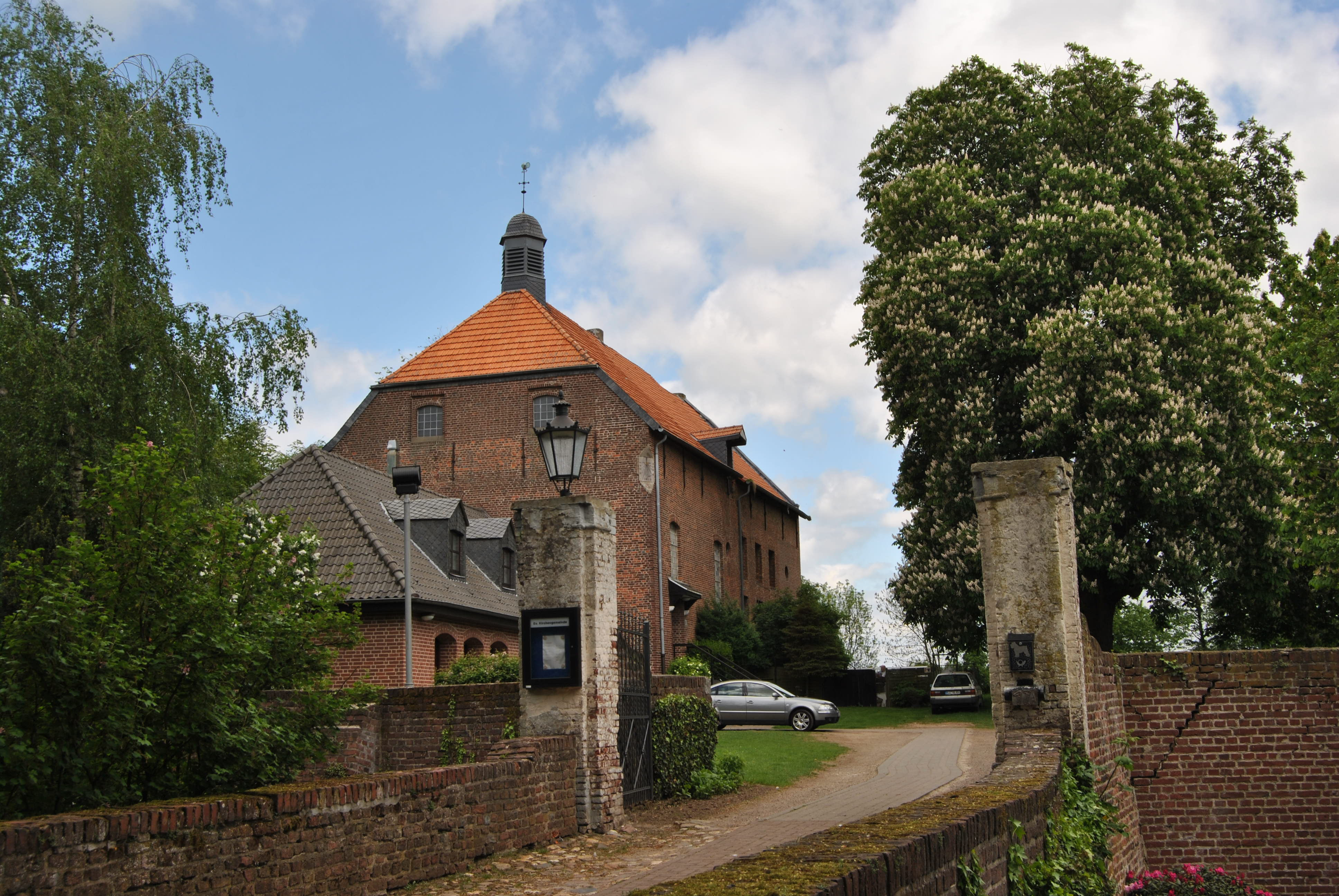
Haus Kervendonk in 2012
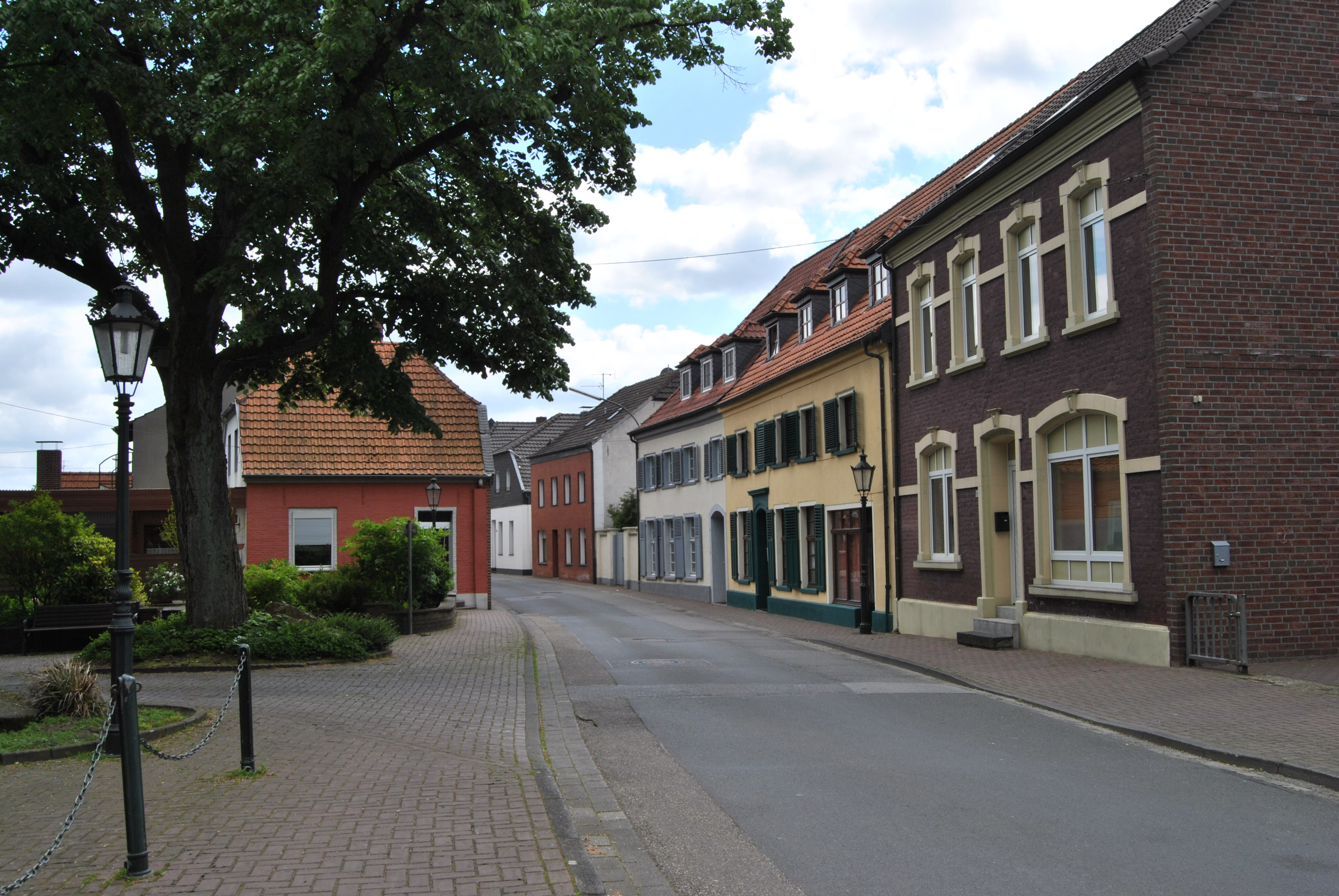
Schloßstraße
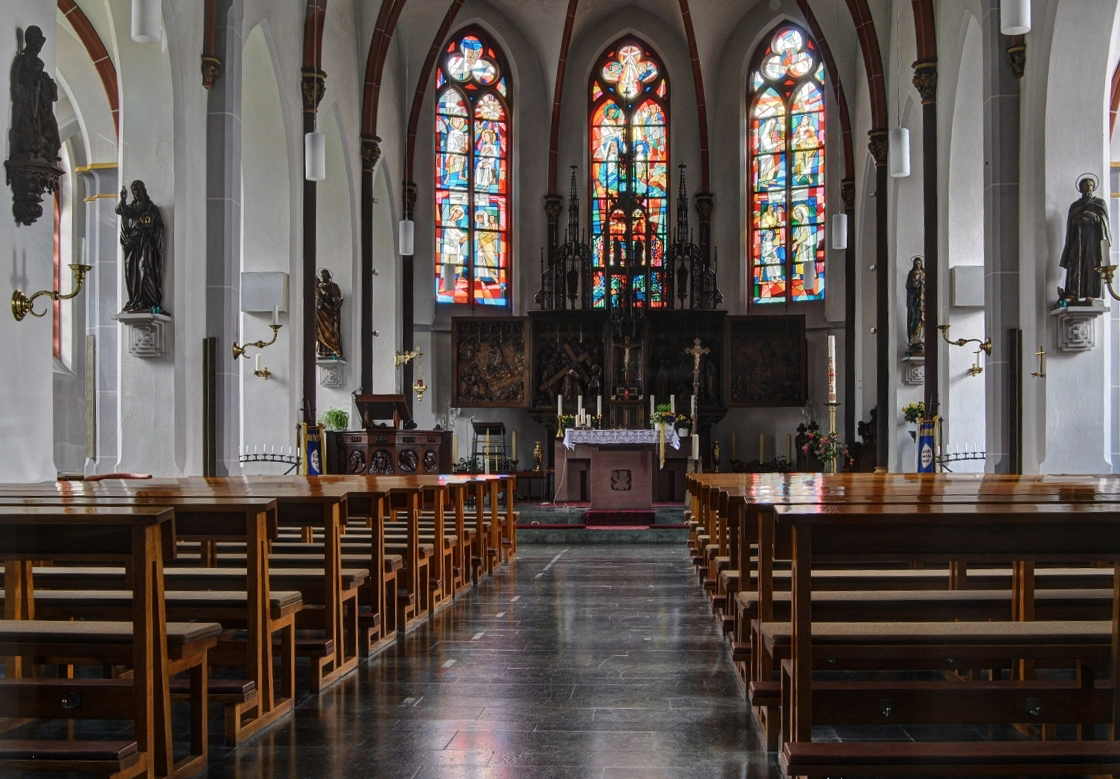
Sint-Antoniuskerk, interieur